# Молдавија на Светском првенству у атлетици на отвореном 2011.
Молдавија је учествовала на 13. Светском првенству у атлетици на отвореном 2011. одржаном у Тегуу од 27. августа до 4. септембра. Репрезентацију Молдавије представљало је троје такмичара (1 мушкарац и 2 жене) који су се такмичили у две дисциплине (1 мушка и 1 женска).,
На овом првенству Молдавија није освојила ниједну медаљу. Није било нових националних рекорда, једино је два пута постављен рекорд сезоне. Првобитно су била два учешћа у финалу и два освојена осма места, међутим, Молдавија је према табели успешности делила 65 место јер је такмичарка Залина Маргијева у бацању кладива накнадно дисквалификована тако је само 1 такмичар у овој табели.
| Плас. | Земља     | 1. место | 2. место | 3. место | 4. место | 5. место | 6. место | 7. место | 8. место | Бр. финал. | Бод. |
| ----- | --------- | -------- | -------- | -------- | -------- | -------- | -------- | -------- | -------- | ---------- | ---- |
| =65   | Молдавија | 0        | 0        | 0        | 0        | 0        | 0        | 0        | 1        | 1          | 1    |

## Учесници
| Мушкарци: - Јон Лукјанов — 3.000 м препреке | Жене: - Залина Маргијева — Бацање кладива - Марина Маргијева — Бацање кладива |  |

## Резултати

### Мушкарци
| Атлетичар    | Дисциплина       | Лични рекорд | Група      | Група     | Полуфинале | Полуфинале | Финале     | Финале | Детаљи |
| Атлетичар    | Дисциплина       | Лични рекорд | Резултат   | Место     | Резултат   | Место      | Резултат   | Место  | Детаљи |
| ------------ | ---------------- | ------------ | ---------- | --------- | ---------- | ---------- | ---------- | ------ | ------ |
| Јон Лукјанов | 3.000 м препреке | 8:18,97 НР   | 8:23,88 РС | 4 гр 1 КВ |            |            | 8:19,69 РС | 8 / 35 |        |

### Жене
| Атлетичарка      | Дисциплина     | Лични рекорд | Квалификације | Квалификације | Полуфинале            | Полуфинале | Финале      | Финале | Детаљи |
| Атлетичарка      | Дисциплина     | Лични рекорд | Резултат      | Место         | Резултат              | Место      | Резултат    | Место  | Детаљи |
| ---------------- | -------------- | ------------ | ------------- | ------------- | --------------------- | ---------- | ----------- | ------ | ------ |
| Залина Маргијева | Бацање кладива | 72,93 НР     | 70,09 Диск.   | 3. у гр. А кв |                       |            | 70,27 Диск. | 8 / 30 |        |
| Марина Маргијева | Бацање кладива | 72,53        | 67,95         | 10. у гр. Б   | Није се квалификовала | 17 / 30    |             |        |        |

Легенда: НР = национални рекорд, ЛР= лични рекорд, РС = Рекорд сезоне (најбољи резултат у сезони до почетка првенства), КВ = квалификован (испунио норму), кв = квалификовала (према резултату)